# Dave Lepard
Dave Lepard (nacido David Roberto Hellman, 28 de mayo de 1980 - 13 de enero de 2006, Uppsala, Suecia), fue el vocalista y guitarrista rítmico de la banda sueca de Sleaze Metal Crashdïet

## Carrera
Formó la banda Crashdïet en el 2000; además de vocalista fue el guitarrista del grupo, que junto con tres amigos pretendía llegar a ser una estrella de Rock, tocando temas de sus ídolos como Skid Row, Guns N' Roses, Mötley Crüe entre otras; pero en 2002 la banda se separó ya que Dave, por motivos desconocidos, quiso disolverla.
El año 2003 fue el verdadero punto de partida de Crashdïet. Lepard conoció a Peter London en un recital y deciden reformar el grupo.
Eric Young, exmiembro de un grupo de Peter London, se convirtió en el baterista de la banda. Por su parte, Martin Sweet se encargaría de tocar la guitarra principal.
Luego de tener conformado nuevamente al grupo, comenzaron a componer temas, grabando en dos años dos demos.

## Fama
Gracias a esos demos, Crashdïet fue contratada por una de las discografías más importantes de todo el mundo (Universal Music), siendo así la primera banda sueca en conseguir este logro.
En el 2005 graban su primer álbum, “Rest in Sleaze”, el cual fue un disco de puro hard rock de los 80's. Fue un éxito de ventas y críticas en Suecia.
El gran éxito alcanzado anima al sello musical a que lancen cuatro nuevos sencillos, tres videoclips, apariciones en televisión, en festivales de Reino Unido e incluso llegar a ser la imagen de la empresa Sony Ericsson.

## Tragedia y muerte de Dave
Eran ya demasiados los éxitos que estaba gozando el grupo y los problemas no tardaron en llegar. El 20 de enero de 2006, Lepard fue encontrado ahorcado en apartamento en Uppsala, luego de varios días de desaparición. Fue un acto de suicidio por problemas personales del vocalista y guitarrista. La banda anunció su fin tras la muerte de Dave a través de su página web. Luego, se volvería a formar para continuar su legado.